# Поспольство
Поспо́льство (западнорус. поспоство) — общественная группа городского и сельского населения феодального периода (и позднее) в Великом княжестве Литовском, Русском и Жемойтском, Польско-литовской республике и Малороссии: ремесленники среднего достатка и небогатые торговцы чем-либо, простой еврейский люд.
Поспольство было одной из трёх групп, кроме городской бедноты (плебса) и патрициата — городского бюргерства (городских граждан), представителей купеческой знати, чиновничества магистратов на территориях Малой и Великой Польши, Польской и Литовской Руси.
Поспольство (содружество) как социальная группа, проживавшая в городах и сёлах, и состоящая, в средние века, из ремесленников, мелких торговцев и лавочников имела городские права, но патрициат не позволял ему занимать выборные и наказные должности в городах и сёлах. Поспольство боролось за влияние в городских и сельских советах (радах) и в XV—XVI столетиях получило представительство в некоторых польских, литовских и малороссийских городах и сёлах. Позже данная социальная группа составила буржуазию.
Поспольство создавало свои особые организации, так называемые цеха (гильдии), объединяющие специалистов определенных профессий, а в другом источнике указано что поспольство в Малой России не относилось к цеховым и братчикам. В левобережной Малороссии бурмистры, радцы и лавники выбирались из среды поспольства.
После восстания (бунта) Б. Хмельницкого против правительства в Польско-литовской республике, изменились формы политического существовании Малой России и малорусский народ распался на две группы — казачество и поспольство. Так П. А. Кулиш писал: «Всякому свое: казакам — сабля, вам — безмен да весы, а поспольству — плуг да борона».
По договору Б. Хмельницкого с царем Алексеем Михайловичем на прежнем основании в Малой России после Переяславской рады были также оставлены для судопроизводства суд особый у поспольства и суд общий для казаков и посполитых.
В городе Стародуб в 1708 году «шведы и кравцы и все поспольство» убили до 50 евреев.